# Мартинсен, Одд
Одд Мартинсен (норв. Odd Martinsen; род. 20 декабря 1942, Драммен, Бускеруд) — норвежский лыжник, олимпийский чемпион, чемпион мира. Отец лыжницы Бенте Мартинсен-Скари.
На Олимпиаде-1968 в Гренобле завоевал золото в эстафете и серебро в гонке на 30 км, кроме того занял 8-е место в гонке на 15 км и 18-е место в гонке на 50 км.
На Олимпиаде-1976 в Инсбруке завоевал серебро в эстафете, в остальных гонках показал следующие результаты, 15 км - 8-е место, 30 км - 9-е место.
На чемпионатах мира завоевал одну золотую, одну серебряную и три бронзовые медали, золото завоевал в эстафетной гонке на чемпионат мира-1966 в Осло.